# Südafrikanische Badmintonmeisterschaft 1964
Die Südafrikanische Badmintonmeisterschaft 1964 fand in Johannesburg statt. Es war die 14. Austragung der nationalen Titelkämpfe im Badminton in Südafrika.

## Titelträger
| Disziplin    | Sieger                     |
| ------------ | -------------------------- |
| Herreneinzel | Alan Parsons               |
| Dameneinzel  | Wilma Prade                |
| Herrendoppel | Alan Parsons William Kerr  |
| Damendoppel  | Melanie Harris L. Marshall |
| Mixed        | William Kerr J. Monteath   |